# Retentiebekken

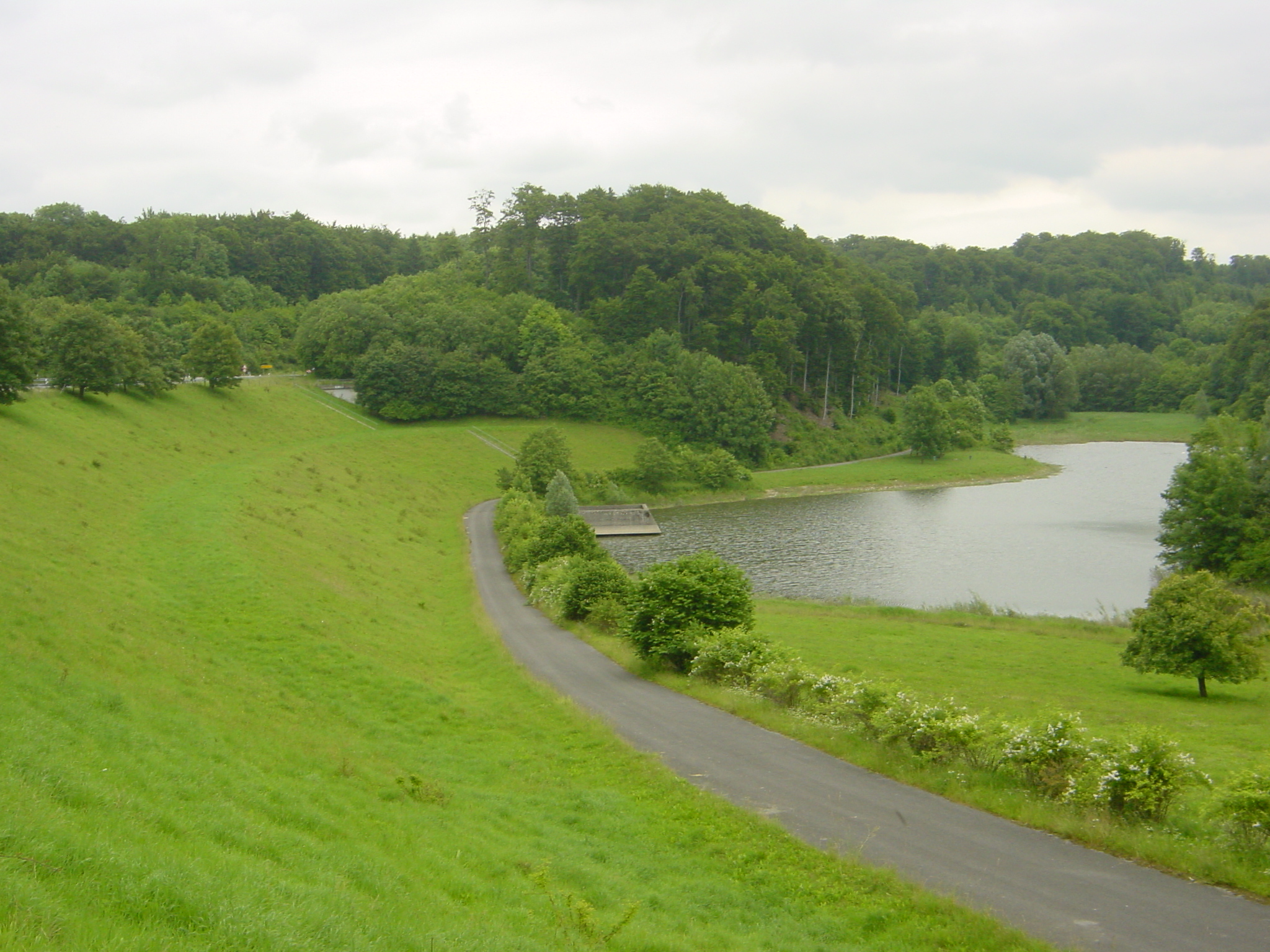
Retentiebekken in Duitsland (Husen-Dalheim)

Een retentiebekken of wachtbekken is een opvangmogelijkheid voor overtollig water.
Het bekken is een gebied dat speciaal is ingericht om overtollig water uit de rivieren op te vangen. Het maakt deel uit van het reguliere waterhuishoudingssysteem. 
Het wordt gebruikt om bij een hoogwaterstand voldoende extra bergingscapaciteit te hebben om overlast voor andere gebieden te voorkomen. Binnenpolders en rivieren met onvoldoende uiterwaarden kunnen zo gevrijwaard blijven van overstromingen.
Een retentiebekken heeft een vooraf berekende capaciteit die bepaald is om maximaal zelf in een periode van tien jaar slechts eenmaal te kunnen overstromen.